# Volkmar Strauch
Volkmar Strauch (* 1. Januar 1943 in Halle; † 9. April 2009) war ein deutscher Politiker (SPD). Er war von 2002 bis 2007 Staatssekretär im Land Berlin.

## Leben
Volkmar Strauch wuchs in Niedersachsen auf. Er ging in Celle, Hannover und East Lansing, Michigan (USA) zur Schule. Nachdem er die Abiturprüfung am Kaiser-Wilhelm-Gymnasium in Hannover abgelegt hatte, studierte Strauch von 1962 bis 1966 Rechtswissenschaft an der Philipps-Universität Marburg sowie der Christian-Albrechts-Universität zu Kiel. Nach der Ersten Juristischen Prüfung folgte der juristische Vorbereitungsdienst (Referendariat) mit Stationen in Plön, Kiel, Paris, London und Berlin und im Jahr 1970 die zweite juristische Staatsprüfung.
Von 1971 bis 1975 arbeitete Volkmar Strauch als Wissenschaftlicher Hilfsreferent beim Bundeskartellamt, um danach die Leitung des Referats „Landeskartellbehörde, Verbraucherpolitik, Preispolitik, Öffentliches Auftragswesen“ in der Berliner Senatsverwaltung für Wirtschaft zu übernehmen. Hier war er bis 1988 tätig und wechselte dann als Geschäftsführer des Bereichs „Planung, Umwelt, Recht, Finanzen“ zur Industrie- und Handelskammer zu Berlin. Seit 2008 war er Mitglied des Montagsklub.
Nach schwerer Krankheit starb Strauch im April 2009.

## Politik
Volkmar Strauch war seit 1971 Mitglied der SPD. Bei der Bildung des rot-roten Senats im Januar 2002 wurde Strauch vom damaligen Wirtschaftssenator Gregor Gysi (PDS/Die Linke) als Staatssekretär in die Senatsverwaltung für Wirtschaft, Arbeit und Frauen (seit November 2006 Senatsverwaltung für Wirtschaft, Technologie und Frauen) geholt. Altersbedingt schied Strauch im Dezember 2007 aus dem Amt als Staatssekretär aus. Sein Nachfolger wurde Jens-Peter Heuer (Die Linke).